# Rue Julien-Grolleau
Pour les articles homonymes, voir Grolleau (homonymie).
La rue Julien-Grolleau est une rue de Nantes.

## Situation et accès
Située sur l'île de Nantes, cette courte artère d'environ 30 mètres, relie la place de la République au boulevard de l'Estuaire.

## Origine du nom
Elle rend l'honneur de l'ingénieur Mathurin-Julien Grolleau (1734-1806) qui, entre autres, par son conseil avisé d'expert, sauva de la destruction la cathédrale de Nantes, dont une partie de la population avait demandé la démolition lors de la Révolution,.

## Historique
À l'origine la rue était beaucoup plus longue qu'elle ne l'est aujourd'hui, puisqu'elle intégrait dans son tracé, l'actuelle rue des Marchandises situé dans son prolongement de l'autre côté de la voie ferrée et qui débouche sur boulevard Gustave-Roch. L'artère a été nommée « rue Julien-Grolleau » lors sa création en 1903. 
Durant la première moitié du XXe siècle, les lignes ferroviaires qui partaient de la gare de Nantes-État toute proche, vers Segré et vers La Roche-sur-Yon par Sainte-Pazanne, traversaient la rue par le moyen d'un passage à niveau. La modification des tracés de ces deux lignes sur l'île de Nantes en 1960 pour remplacer les passages à niveaux par des ponts nécessita l'aménagement de talus ferroviaires destinés à permettre l'accès des convois à ces ouvrages. L'un de ces talus a donc été aménagé entre la gare de l'État et le pont enjambant le boulevard Gustave-Roch. C'est ainsi que la rue Julien-Grolleau se retrouva sectionnée en deux parties devenant chacune des impasses, dont la section sud fut baptisée « rue des Marchandises » dans les années 80 et pas à la création de ce talus. L'inauguration du boulevard de l'Estuaire en août 2013 supprima le cul-de-sac à l'extrémité Sud de la voie.
Cependant, la suppression programmée des voies ferrées de l'ancienne gare de l'État dans le cadre du réaménagement de l'île de Nantes, pourrait permettre de raccorder de nouveau les rues « Julien-Grolleau » et « des marchandises » via le boulevard de l'Estuaire, reconstituant ainsi de fait l'unité de l'artère dans sa configuration initiale.